# Christopher Gäng
Christopher Gäng (* 10. Mai 1988 in Mannheim) ist ein ehemaliger deutscher Fußballtorhüter. Er spielte zuletzt in der Regionalliga Südwest beim SV Waldhof Mannheim. Er wurde vor dem letzten Heimspiel der Saison 2018/2019 von den Waldhöfern verabschiedet.

## Laufbahn
Christopher Gäng begann in der E-Jugend des SSV Vogelstang. Dann wechselte er zur Mannschaft des SV Waldhof Mannheim, für die er 43 Spiele in der Oberliga Baden-Württemberg spielte.
Im Sommer 2007 wurde Gäng als einziger Spieler eines Nichtprofiklubs für die Europameisterschaft in Österreich in die DFB-U-19-Nationalelf berufen. Auf Grund eines Bruches an der linken Hand einen Tag vor Beginn des Turniers, konnte er nicht teilnehmen. Für ihn wurde Ralf Fährmann nachnominiert.
Zur Saison 2007/08 wechselte Gäng nach Berlin zu Hertha BSC. Für die zweite Mannschaft von Hertha absolvierte er 40 Spiele und bekam im Durchschnitt nur 0,57 Tore pro Spiel. Als Stammtorhüter Jaroslav Drobný als auch Ersatzkeeper Christian Fiedler verletzt ausfielen, kam Gäng am 1. November 2008 beim Auswärtsspiel in Bremen zu seinem einzigen Bundesligaeinsatz seiner Karriere und kassierte fünf Treffer (das Spiel endete 1:5).
Zur Saison 2010/11 wechselte Gäng ablösefrei zu RB Leipzig in die Regionalliga Nord. Für RB Leipzig bestritt er acht Spiele. Gleich sein erstes Spiel war eine 1:5-Niederlage im Heimspiel gegen Holstein Kiel. Da sich sein Vertrag erst bei zehn Spielen verlängert hätte, musste er nach nur einer Saison den Verein wieder verlassen. Gäng ging zurück nach Berlin, diesmal zum Oberligisten Türkiyemspor Berlin. Nachdem sich Gäng auf Grund ausbleibender Gehaltszahlungen weigerte, weiterhin für Türkiyemspor aufzulaufen, wurde er vom Verein gekündigt. Im Januar 2012 wechselte er zum Oberligisten 1. FC Lokomotive Leipzig. Er kam auf 13 Rückrundenspiele und qualifizierte sich mit dem Verein für die neue Regionalliga Nordost.
Zur Saison 2013/14 wechselte Gäng zur SG Sonnenhof Großaspach in die Regionalliga Südwest. Im Juni 2016 kehrte Gäng in seinen Geburtsort zurück und unterschrieb einen Dreijahresvertrag beim SV Waldhof Mannheim. In der Saison 2019/2020 musste er aufgrund anhaltender Schmerzen im Sprunggelenk seine Fußball-Karriere beenden.
Er ist ausgebildeter Fitnesskaufmann.

## Erfolge
- Aufstieg mit Hertha U23 von der Oberliga in die Regionalliga mit nur 15 Gegentoren und zwei Niederlagen.
- Aufstieg mit Lok Leipzig von der Oberliga in die Regionalliga
- Aufstieg mit der SG Sonnenhof Großaspach von der Regionalliga in die 3. Liga
- Aufstieg mit Waldhof Mannheim von der Regionalliga in die 3. Liga